# Eparchie pekingská
Eparchie Peking je eparchie čínské pravoslavné církve.

## Historie
V dubnu 1918 získal biskup pěreslavský Innokentij (Figurovskij) titul biskup pekingský a čínský. Byl vedoucím Ruské duchovní misie v Pekingu. Dne 13. května 1921 byl biskup Innokentij povýšen na arcibiskupa. Základem eparchie se právě staly farnosti a monastýry duchovní misie.
Z důvodu nemožnosti komunikace s Moskevským patriarchátem přešel arcibiskup Innokentij a jeho duchovenstvo do jurisdikce Ruské pravoslavné církve v zahraničí. Archijerejský synod Ruské pravoslavné církve v zahraničí zřídil roku 1922 eparchii pekingskou a čínskou.
Od roku 1922 fungovali v rámci eparchie šanghajský a tchienťinský vikariát. Později se staly samostatnými eparchiemi. Roku 1934 vznikl sinťiangský vikariát a poté chan-kchouský.
Roku 1945 přešla pekingská eparchie do jurisdikce Moskevského patriarchátu, který roku 1950 zřídil Východoasijský exarchát. Roku 1957 se pekingská eparchie stala součástí Čínské autonomní pravoslavné církve. Podle dekretu Svatého synodu byl pro ni vysvěcen biskup z řad pravoslavných Číňanů Vasilij (Šuan). Po smrti biskupa Vasilije byl správcem eparchie protojerej Nikolaj Li. Během bohoslužby začali kněží po jménu patriarchy připomínat biskupa Simeona (Du). Roku 1964 byl uzavřen poslední chrám a to chrám Zesnutí přesvaté Bohorodice v Pekingu. Malému pravoslavnému počtu věřících sloužili tři duchovní. Roku 1970 přestala po smrti představeného fungovat farnost svatých Petra a Pavla v Hongkongu.
Roku 1995 byly obnoveny pravidelné bohoslužby v Pekingu na pozemku velvyslanectví Ruské federace.
Dne 6. října 2008 byl obnovena farnost svatých Petra a Pavla v Hongkongu. Představeným farnosti byl jmenován pracovník oddělení vnějších církevních vztahů Moskevského patriarchátu protojerej Dionisij Pozdnjajev.
Dne 13. října 2009 vedoucí Úřadu pro zahraniční instituce Moskevského patriarchátu biskup jegorjevský Mark (Golovkov) vysvětil chrám Zesnutí přesvaté Bohorodice při ruském velvyslanectví v Pekingu.

## Seznam biskupů
- 1918–1931 Innokentij (Figurovskij)
- 1931–1933 Simon (Vinogradov)
- 1933–1956 Viktor (Svjatin)
- 1957–1962 Vasilij (Šuan)
  - 1962–1966 protojerej Nikolaj Li dočasný správce
  - 1997–2008 patriarcha Alexij II. dočasný správce
  - od 2008 patriarcha Kirill dočasný správce